# Міністерство адміністрації і цифризації Польщі
Міністерство адміністрації та цифризації (пол. Ministerstwo Administracji i Cyfryzacji) — колишнє міністерство в уряді Польщі. Було створено при голові Ради міністрів Дональді Туску 21 листопада 2011 шляхом перетворення двох міністерств — Міністерства внутрішніх справ та адміністрації та Міністерства інфраструктури.
Міністерство відповідало за різні аспекти державного управління, інформатизації, інтернету та телекомунікації, а також за питання релігії, національних та етнічних меншин. Міністерство курувало діяльність Центру електронної комунікації та Головного геодезиста країни.

## Міністр адміністрації та цифризації
| Портрет | Портрет | Ім'я               | Партія                 | Термін повноважень | Термін повноважень | Голова Ради міністрів |
| ------- | ------- | ------------------ | ---------------------- | ------------------ | ------------------ | --------------------- |
|         |         | Міхал Боні         | Громадянська платформа | 21 листопада 2011  | 27 листопада 2013  | Дональд Туск          |
|         |         | Рафал Тшасковський | Громадянська платформа | 27 листопада 2013  | 22 вересня 2014    | Дональд Туск          |
|         |         | Анджей Галіцький   | Громадянська платформа | 22 вересня 2014    | діє                | Ева Копач             |